# Actuaría
La ciencia actuarial o actuaría es una disciplina que aplica modelos estadísticos y matemáticos para la evaluación de riesgos en las industrias aseguradora y financiera, principalmente. Los actuarios son profesionales de negocios que abordan la gestión y evaluación del impacto financiero del riesgo y la incertidumbre de una entidad, y que además poseen un profundo conocimiento de los sistemas de seguridad financiera, su razón de ser, su complejidad, su matemática y la manera en la que funcionan. 
En los últimos años las áreas de trabajo de los actuarios se han expandido más allá del tradicional sector financiero y asegurador debido a su alto grado de conocimiento en modelización matemática de riesgos. Esto le ha permitido abordar temas tan diversos como riesgo climático, previsión energética, estudios médicos y farmacológicos,modelaje matemático de epidemias,ciencia de datos o analista de negocios.
En muchos países, los actuarios deben demostrar su competencia mediante la aprobación de una serie de rigurosos exámenes profesionales. La ciencia actuarial incluye una serie de temas interrelacionados avanzados en probabilidad, matemáticas, estadística, econometría, demografía, finanzas, economía, pensión, seguros, economía financiera, contabilidad y la programación de computadoras.[cita requerida]

## Ciencia actuarial

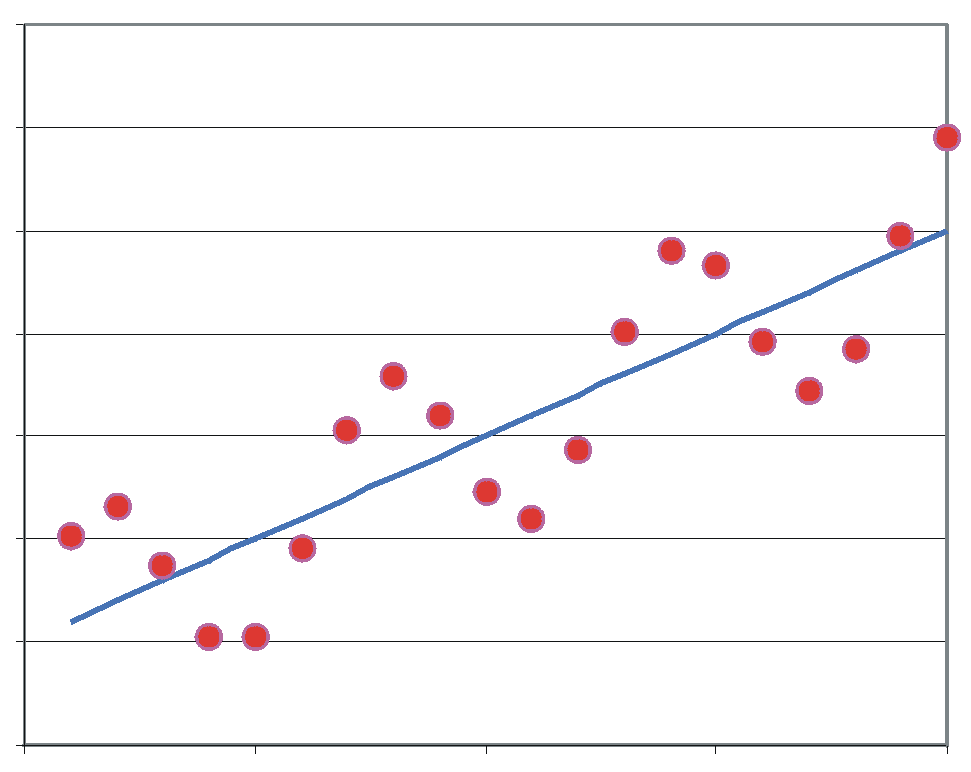
Gráfico de dispersión que muestra un modelo de regresión lineal.

La ciencia actuarial es conformada por un conjunto de ciencias interrelacionadas, entre ellas la probabilidad y la estadística, finanzas y economía. Históricamente, la ciencia actuarial ha utilizado modelos deterministas para la construcción de tablas de vida y el cálculo de primas actuariales. Esta ciencia ha atravesado por cambios revolucionarios en los últimos 30 años debido al desarrollo de computadoras de alta velocidad y a la sinergia de modelos actuariales estocásticos con la teoría financiera moderna.
Muchas universidades tienen programas de licenciatura y posgrado en ciencia actuarial. En 2002, una encuesta de The Wall Street Journal sobre los mejores trabajos en los Estados Unidos colocó la actuaría como el segundo mejor empleo. En 2013, la revista Forbes publicó en su sitio web «Los 10 mejores trabajos de 2013» (The 10 Best Jobs For 2013), y la mejor carrera a nivel global fue la actuaría. 

## Actuario
Un actuario es un profesional de la ciencia actuarial que se ocupa de las repercusiones financieras de riesgo e incertidumbre. Los actuarios proporcionan evaluaciones de expertos de sistemas de garantía financiera, con especial atención a su complejidad, sus matemáticas y sus mecanismos. Los actuarios evalúan matemáticamente la probabilidad de eventos y cuantifican los resultados contingentes con el fin de minimizar los impactos de las pérdidas financieras asociadas con los eventos indeseables inciertos. Debido a que muchos eventos, como la muerte, no pueden evitarse, es útil tomar medidas para minimizar su impacto financiero cuando se producen. Estos riesgos pueden afectar a ambos lados de la hoja de balance, y requieren la gestión de activos, la gestión de pasivos y las habilidades de valoración, capacidad de análisis, conocimiento del negocio y la comprensión de la conducta humana, y los caprichos de los sistemas de información son necesarios para diseñar y gestionar programas de control de riesgo.[cita requerida]
En resumen, el actuario es un administrador de riesgos. Pero, como cualquier definición, puede ser complicada. Por ejemplo, los actuarios en la industria de seguros son responsables de evaluar la probabilidad de eventos futuros. En otras palabras, que se trata de un elemento esencial para calcular las pólizas de seguro, ya que estima el coste de posibles accidentes.
La profesión ha sido clasificada como uno de los más deseadas en diversos estudios en los últimos años. En 2006, un estudio realizado por el News & World Report de Estados Unidos incluyó la actuaría entre las 25 mejores profesiones que espera será una gran demanda en el futuro. Un estudio publicado por el sitio web de búsqueda de empleo CareerCast encontró que la actuaría, comparada con otros empleos en los Estados Unidos, era la número 1 en 2010, la número 2 en 2012, y la número 1 en 2013. El estudio utilizó cinco criterios principales para clasificar los trabajos: el medio ambiente, ingresos, perspectivas de empleo, las exigencias físicas y el estrés.

### Capacidades
Entre las capacidades del actuario, se encuentran:
- Los hechos económicos y sociales sometidos a leyes probabilísticas y financieras, con el fin de proponer diagramas de acción equilibrados que permitan el cumplimiento de las prestaciones recíprocas de ambas partes.
- Cualquier tipo de hecho, circunstancia o acontecimiento que involucre riesgos y pueda afectar los bienes económicos o financieros de personas o entes públicos y privados.
- Las condiciones de cambio de valores presentes por valores futuros, para establecer el equilibrio actuarial y las cotizaciones o compensaciones necesarias.
- Las condiciones de actuación de los entes públicos o privados actuarialmente organizados para la administración científica del riesgo, de adhesión libre u obligatoria, con o sin fines de lucro, para establecer las cotizaciones o compensaciones que requieran su viabilidad y estabilidad.
- Análisis estratégico de las empresas y planeación de estrategias financieras y comerciales en instituciones tanto financieras como comerciales.

Según una de las asociaciones de actuarios más antiguas del mundo, la SOA (Society of Actuaries), las tareas que realiza un actuario, son:
- Evaluar, mediante modelos matemáticos (hoy en día, mediante el uso la tecnología), la probabilidad de eventos futuros.
- Diseñar formas y sistemas flexibles y creativos para reducir la probabilidad de que ocurran estos eventos indeseables.
- Definir formas de reducir el impacto en caso de que estos eventos sí lleguen a ocurrir.

### Perfil de egreso
El egresado de la licenciatura en actuaría tendrá una solidez matemática que le permita resolver problemas que involucren riesgo. Para este propósito, deberá tener sólidos conocimientos en:
- Matemáticas, economía, finanzas, demografía, probabilidad y estadística.
- Programación y desarrollo de software para la implementación de sistemas relativos al ámbito actuarial o construcción de modelos matemáticos para la toma de decisiones. modelación y simulación de riesgos.
- Optimización de modelos industriales y financieros.

Habilidades para:
- Gestionar soluciones específicas para una administración integral de riesgos, la negociación interpersonal y el trabajo colaborativo, investigar y desarrollar nuevos conocimientos en su área e identificar oportunamente riesgos potenciales y oportunidades en la industria y el comercio.
- La toma de decisiones en la industria financiera en áreas de estrategia y planeación de negocios.

### Actuarios certificados
No todos los países tienen una carrera y profesión de actuario desarrollada. Para ser efectivamente actuario y poder denominarse con este título, se debe ser miembro de una asociación actuarial que sea miembro pleno de la International Actuarial Association.
Las asociaciones no solo certifican sino que realizan actividades de educación continua, congresos, seminarios, publicaciones e investigaciones de diversos temas.
Algunas de las principales asociaciones actuariales son:
- Society of Actuaries
- Institute and Faculty of Actuaries
- Casualty Actuarial Society[cita requerida]

Todas ellas tienen un riguroso sistema de exámenes, normas de conducta, tribunal de ética y requisitos de formación continua que garantizan la calidad de sus profesionales.

### Actuario responsable
La IAIS (Asociación Internacional de Supervisores de Seguros) entiende al actuario responsable como un profesional con autonomía al momento de ejercer su función en la compañía, teniendo la obligación de ser la voz de alerta, tanto para la administración de la compañía como para el supervisor, de las situaciones que comprometan la solvencia de la compañía, y por ende los derechos del asegurado.

El actuario debe preparar un informe interno para la administración de la aseguradora en el que se describan claramente, entre otras cosas, la metodología aplicada, las suposiciones aplicadas, la información utilizada, la identificación de los jueces aplicados y los resultados que incluyen su percepción. En nuestra opinión, a fin de permitir que la administración de la aseguradora prepare los estados financieros apropiadamente como una buena práctica que debe seguirse, el informe debe incluir la firma de un actuario autorizado.

### Día del Actuario
- España: 2 de febrero. El 2 de febrero es el día del Actuario en España, quienes lo adoptaron porque fue el 2 de febrero de 1912 cuando se aprobó el Reglamento definitivo para la aplicación de la Ley del 14 de mayo de 1908. En el artículo 10 del mismo, quinto párrafo, dice: «Al pie del documento en que se consigne el cálculo de las reservas matemáticas, el Actuario o funcionario técnico de la Empresa que lo hubiera efectuado, deberá certificar que lo hizo con arreglo a las prescripciones que acaban de indicarse», dando de este modo inicio a la profesión de actuario en España.

- Argentina: 23 de octubre. Desde 2019, Argentina celebra el 23 de octubre como el Día del Actuario. Se propuso esa fecha en conmemoración al natalicio, en 1903, de José Barral Souto, uno de los personajes más influyentes en la profesión de actuario en la Ciudad de Buenos Aires y el país.[16] La iniciativa fue del diputado Christian Bahuab (VJ) y tuvo despacho de la Comisión de Educación, Ciencia y Tecnología. Cada 23 de octubre, la Facultad de Ciencias Económicas de la UBA y el CPCECABA organizan alguna actividad para festejarlo.

- Día internacional del actuario: 2 de septiembre. El 2 de septiembre del 2020, Tonya Manning, la entonces Presidente de la Asociación Internacional de Actuarios (AIA), instaló el 2 de septiembre como la fecha para celebrar el Día Internacional del Actuario. Se escogió esa fecha debido a que el 2 de septiembre de 1985 se celebró en Bruselas Bélgica, el Primer Congreso Internacional de Actuarios, y porque en 1920 quienes lo organizaron se consolidaron como la “International Actuarial Association”

- México: 13 de febrero. El 2 de marzo del 2020 se anunció oficialmente el 13 de febrero como el Día del Actuario en México. El 13 de febrero de 1947 fue aprobado el primer plan de estudios de la Licenciatura en Actuaría en la UNAM, por lo que oficialmente nace la carrera de Actuaría. Una gran fortuna que haya sido la Facultad de Ciencias quien la recibiera, pues le dio forma y apoyo, permitiendo desarrollar conocimientos profundos en probabilidad y estadística, así como en finanzas y economía, haciendo al Actuario Mexicano el mejor elemento para desarrollar Modelos Predictivos Financieros, y que al complementarse con materias como Demografía, Investigación de Mercados, Organización y Problemas Administrativos, Contabilidad, Sistemas, Teoría de Juegos, Teoría de Ruina o Demoscopía entre otras, junto a las tradicionales Matemáticas Puras, desarrolla en los estudiantes de actuaría una forma de pensamiento Lógico-Deductivo que resulta único. El Actuario Mexicano está preparado para desarrollarse en los campos históricos como Seguros y Fianzas, Pensiones, Finanzas, Administración de Riesgos, Demografía, Investigación y Docencia, así como en los nuevos temas relacionados con Ciencia de Datos, Big Data, etc. siendo el mejor elemento de apoyo para campos alternativos de trabajo donde la estadística es fundamental. Así encontramos, adicionalmente a los campos tradicionales a muchos Actuarios realizando modelos predictivos para laboratorios farmacéuticos, en áreas de seguridad de la policía y el ejército, en empresas de logística, líneas aéreas y transporte y desarrollando modelos comerciales de distribución de productos (ropa, zapatos, enseres, etc.) poniendo a los Actuarios Mexicanos en la vanguardia de la Actuaría desde hace muchos años.

## Terminología en México
Cabe recalcar que en México y en algunos países de América Latina, el término actuario se aplica también a aquellos auxiliares de los tribunales judiciales que dan fe en los actos procesales. Sin embargo, esta denominación de dichos trabajadores del derecho nada tiene que ver con la profesión del actuario como profesional de las ciencias matemáticas actuariales.[cita requerida]

## Campo ocupacional
Los graduados de esta carrera están capacitados para evaluar:
- Análisis estratégicos de entidades privadas para sustentar la toma de decisiones a través de modelos matemáticos, así como elaborar propuestas y modelos de planeación estratégica, tanto comercial como financiera.
- Hechos económico-sociales sometidos a leyes probabilísticas o financieras, con el fin de proponer diagramas de acción que permitan lograr la relación técnica necesaria para el cumplimiento de las prestaciones recíprocas de las partes.
- Cualquier tipo de hecho, circunstancia o acontecimiento que involucre riesgos y pueda afectar los bienes económicos o financieros de personas o entes públicos o privados.
- Condiciones de cambio de valores presentes por valores futuros estableciendo la equivalencia técnica y las cotizaciones y compensaciones necesarias.
- Condiciones de funcionamiento de los entes públicos o privados, con o sin fines de lucro, de adhesión libre u obligatoria, a los efectos de administrar científicamente el riesgo económico o financiero estableciendo los mecanismos que garanticen la viabilidad y la estabilidad de las operaciones.
- Condiciones de "certeza" en el presente (primas de seguro, cotizaciones a la seguridad social, requerimientos de capital propio, determinación de compromisos por prestaciones futuras —también llamados reservas matemáticas—, relacionados con flujos de fondos por ingresos o egresos en condiciones de incertidumbre.
- El desarrollo de productos, la formulación de estrategias integradas de comercialización, planificación y simulación de estados patrimoniales y de resultados de entidades sujetas a riesgos, a fin de desarrollar políticas y procedimientos tendientes a la estabilidad, la solvencia y la rentabilidad en el largo plazo.
- Consultoría actuarial según IFRS (NIC 19 y otras).
- Económicamente, la vida humana, elaborando las tablas y las probabilidades en relación con la muerte, la invalidez, los accidentes, la enfermedad, los incendios y las pérdidas industriales, los desastres naturales y el cálculo de las primas de seguro correspondientes.
- Minimizar o maximizar los riesgos o beneficios de cualquier ente financiero o social.